# Nissan Atleon
Nissan Atleon — семейство среднетоннажных грузовых автомобилей, выпускаемых компанией Nissan Motor Iberica с 1980 по 2013 год.

## История семейства
С 1980 года производились грузовики Ebro L/M, которые пришли на смену автомобилям Ebro P. На автомобили Ebro L45, L60, L70 и L80 устанавливали 4-цилиндровые двигатели Perkins 4.236 объёмом 3,867 л, мощностью 75 л. с.
На автомобили Ebro M100 и M125 устанавливали 6-цилиндровые двигатели Perkins 6.354 объёмом 5,8 л, мощностью 111 л. с.
В 1987 году автомобили продавались под брендом Nissan L/M с обновлённым внешним видом. Десятью годами позднее представлено модернизированное семейство Nissan L/M, которое на многих рынках называлось Nissan ECO-T или Nissan Camiones ECO-T, а на некоторых рынках продавалась с приставкой Atleon.

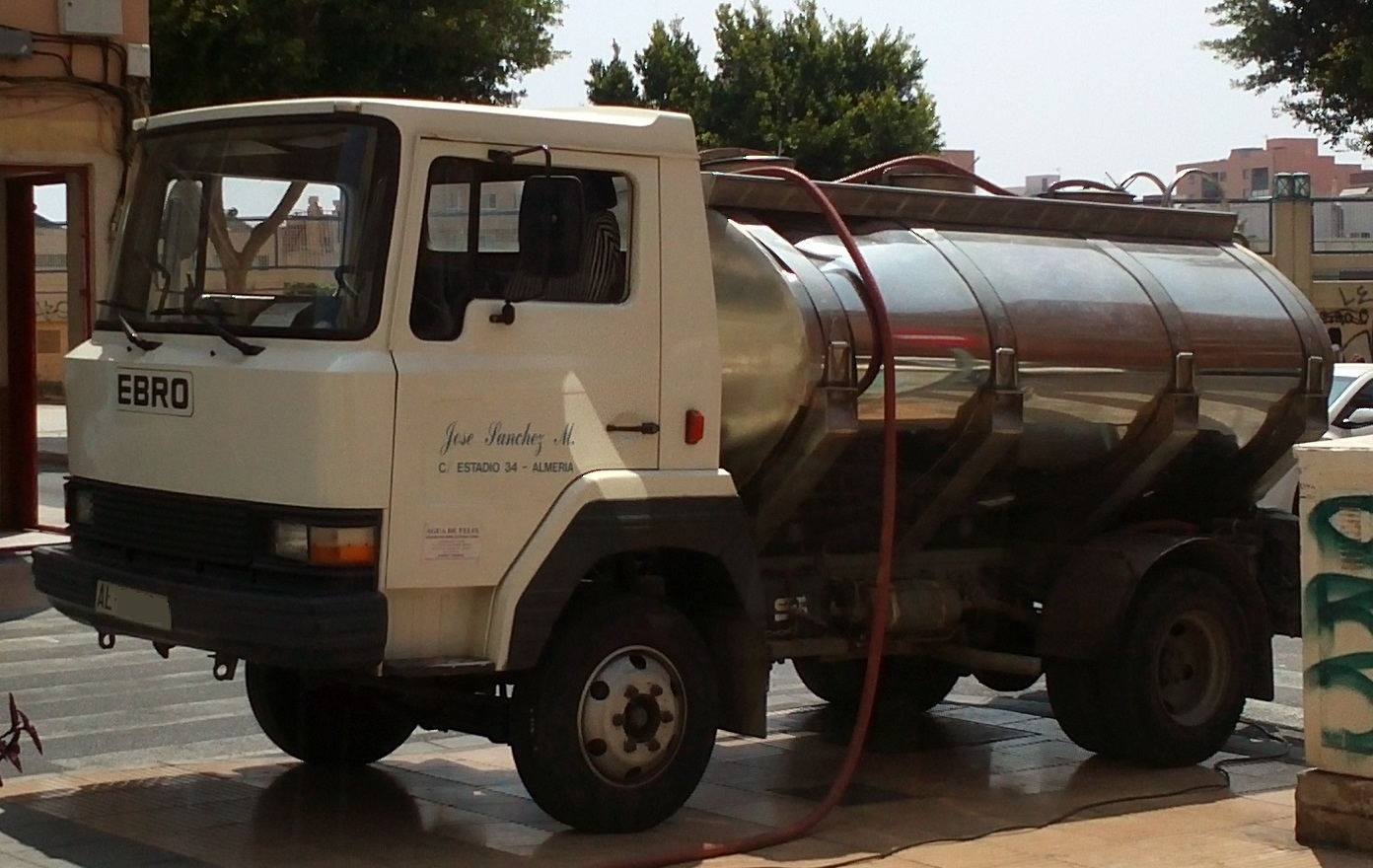
Ebro L/M (1980-1987)
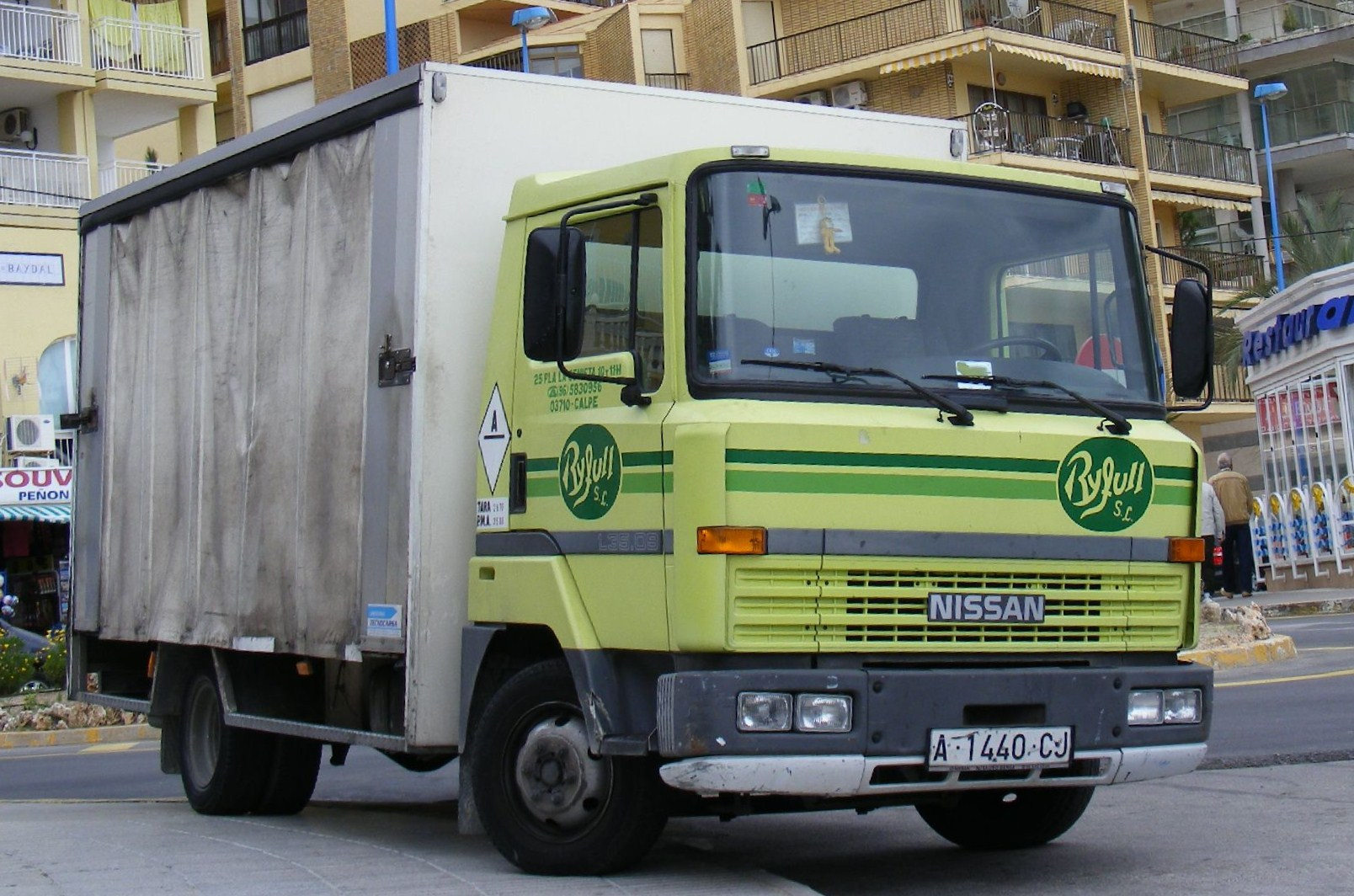
Nissan L/M (1987-2000)

С 2000 года на всех рынках модель продавалась под названием Atleon.

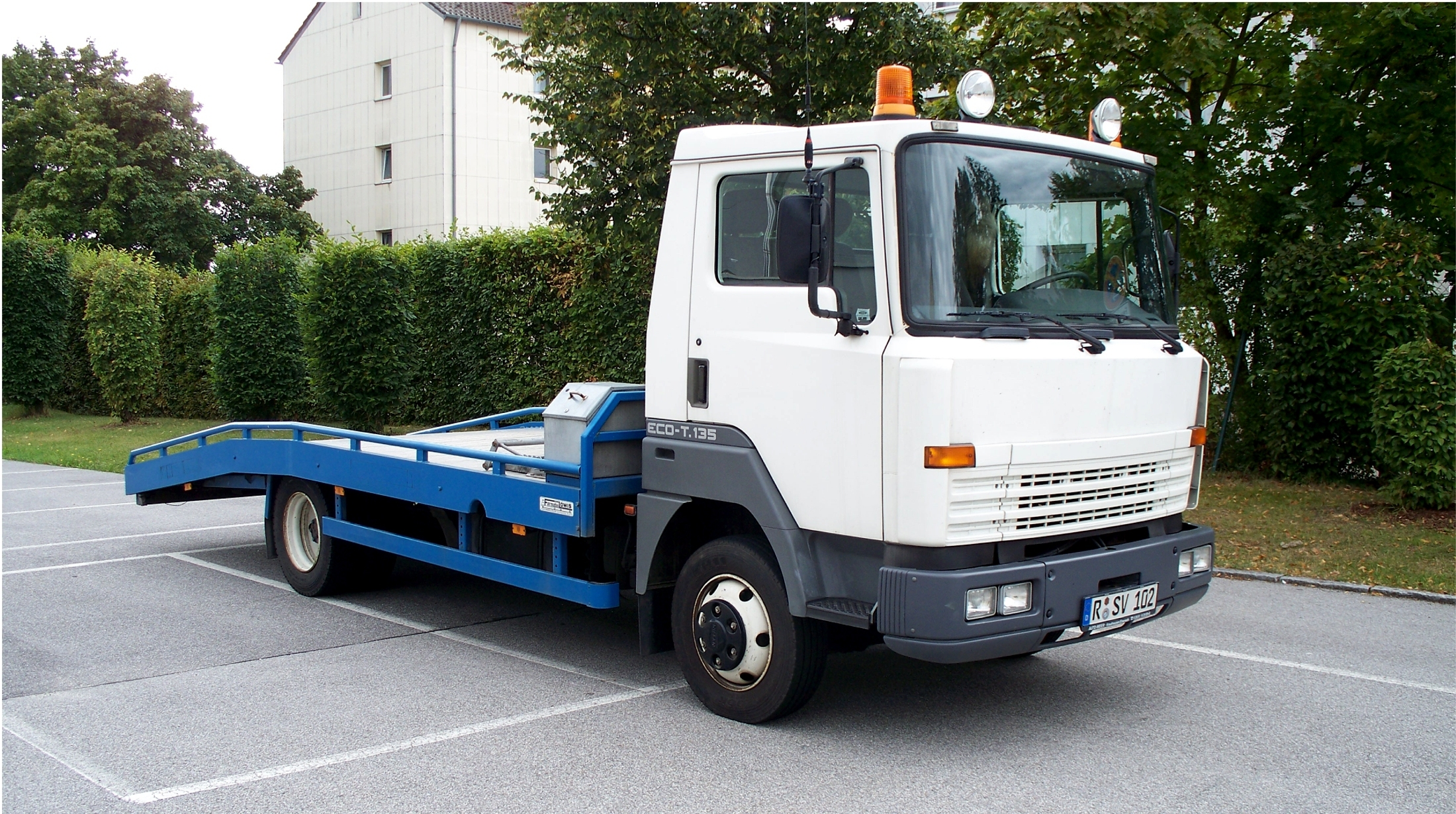
Nissan Eco-T.135 (Atleon) (1997-2000)
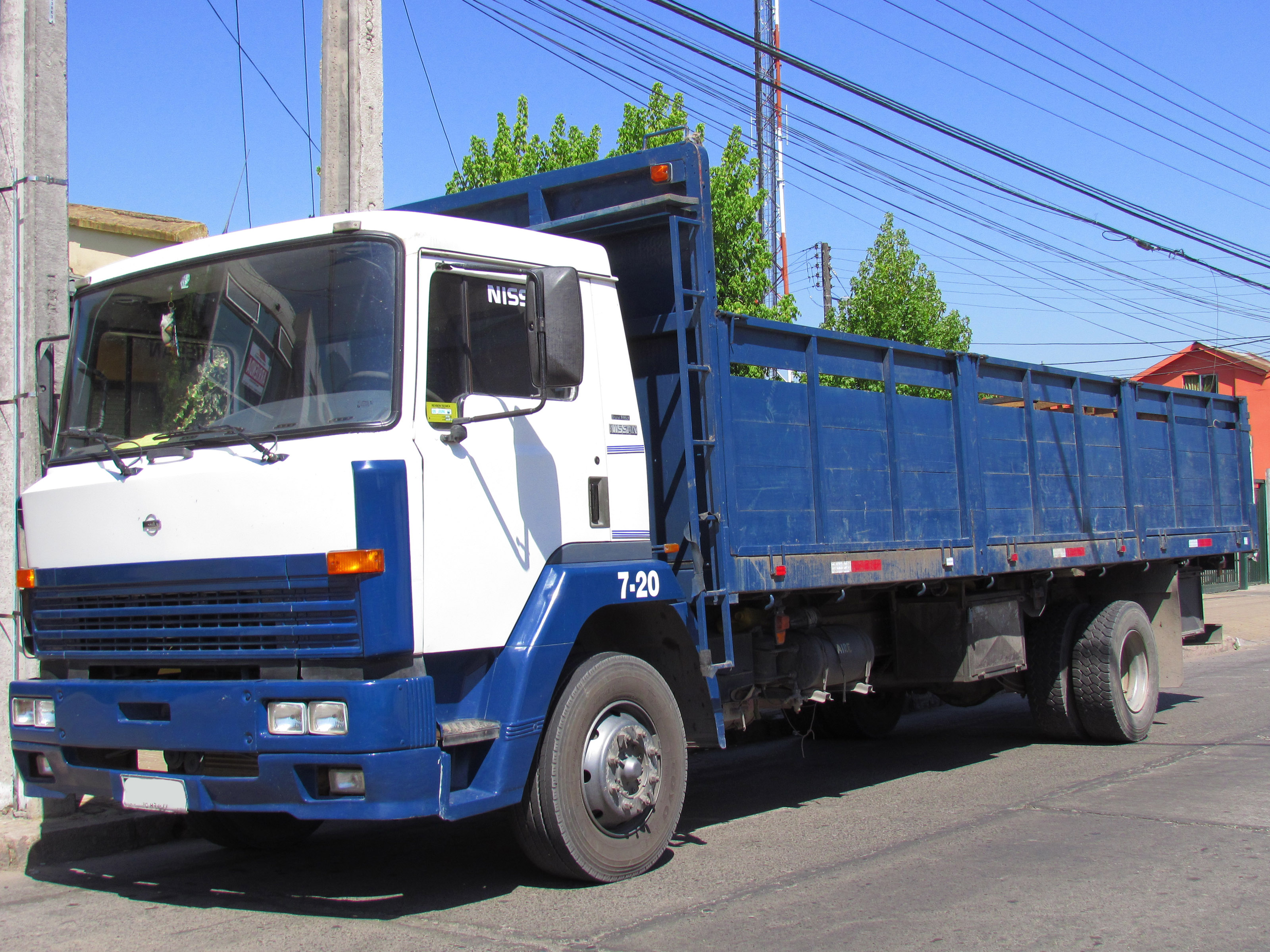
Nissan Eco-T.200 (Atleon) (1997-2000)

### Двигатели ECO-T (Atleon) (1997—2000)
| Модель двигателя | Количество цилиндров | Объём, см³ | Мощность                           | Крутящий момент         | Код двигателя | Годы производства |
| ---------------- | -------------------- | ---------- | ---------------------------------- | ----------------------- | ------------- | ----------------- |
| ECO-T.100        | 4                    | 2953       | 80 кВ (108 л. с.) при 3600 об/мин  | 260 Н*м при 2000 об/мин | BD-30 Ti      | 1997-2000         |
| ECO-T.135        | 4                    | 3989       | 101 кВ (137 л. с.) при 2600 об/мин | 417 Н*м при 1300 об/мин | B4-40 Ti      | 1997-2000         |
| ECO-T.160        | 4                    | 5985       | 117 кВ (159 л. с.) при 2600 об/мин | 459 Н*м при 1500 об/мин | B6-60 Ti      | 1997-2000         |
| ECO-T.200        | 4                    | 5985       | 154 кВ (209 л. с.) при 2600 об/мин | 647 Н*м при 1300 об/мин | B6-60 Ti (H)  | 1997-2000         |

Последняя версия Atleon производилась с обычной и узкой кабиной и новыми двигателями. Помимо обычных, производились и полноприводные версии.

### Двигатели Nissan Atleon (2000—2013)
| Модель двигателя   | Количество цилиндров | Объём, см³ | Мощность                           | Крутящий момент         | Код двигателя   | Годы производства |
| ------------------ | -------------------- | ---------- | ---------------------------------- | ----------------------- | --------------- | ----------------- |
| Atleon.110         | 4                    | 2953       | 81 кВ (110 л. с.) при 3500 об/мин  | 262 Н*м при 2100 об/мин | BD-30 Ti        | 2000-2006         |
| Atleon.140         | 4                    | 3989       | 102 кВ (139 л. с.) при 2600 об/мин | 425 Н*м при 1300 об/мин | B4-40 Ti        | 2000-2006         |
| Atleon 35.15/56.15 | 4                    | 2953       | 110 кВ (150 л. с.) при 3400 об/мин | 350 Н*м при 2000 об/мин | ZD30Kai         | 2006-2013         |
| Atleon.165         | 6                    | 5985       | 119 кВ (162 л. с.) при 2600 об/мин | 459 Н*м при 1500 об/мин | B6-60 Ti (L)    | 2000-2006         |
| Atleon 80.19       | 4                    | 4500       | 136 кВ (185 л. с.) при 2500 об/мин | 700 Н*м при 1200 об/мин | Cummins ISB5-4H | 2006-2013         |
| Atleon.210         | 6                    | 5985       | 154 кВ (209 л. с.) при 2600 об/мин | 647 Н*м при 1300 об/мин | B6-60 Ti (H)    | 2000-2006         |